# Epiphragma
Epiphragma is een geslacht uit de familie van de steltmuggen (Limoniidae).

## Soorten

### OndergeslachtEpiphragma
- E. (Epiphragma) adoxum Alexander, 1953
- E. (Epiphragma) adspersum (Wiedemann, 1828)
- E. (Epiphragma) amphileucum Alexander, 1941
- E. (Epiphragma) ancistrum Mao and Yang, 2009
- E. (Epiphragma) annulicorne Alexander, 1921
- E. (Epiphragma) arizonense Alexander, 1946
- E. (Epiphragma) atroterminatum Alexander, 1943
- E. (Epiphragma) auricosta Alexander, 1939
- E. (Epiphragma) bicinctiferum Alexander, 1935
- E. (Epiphragma) binigrocinctum Alexander, 1962
- E. (Epiphragma) breve Mao and Yang, 2009
- E. (Epiphragma) buscki Alexander, 1913
- E. (Epiphragma) caligatum Alexander, 1954
- E. (Epiphragma) caribicum Alexander, 1970
- E. (Epiphragma) celator Alexander, 1946
- E. (Epiphragma) circinatum Osten Sacken, 1886
- E. (Epiphragma) claudia Alexander, 1946
- E. (Epiphragma) collessi Theischinger, 1996
- E. (Epiphragma) commopterum Alexander, 1966
- E. (Epiphragma) cordillerense Alexander, 1913
- E. (Epiphragma) cubense Alexander, 1930
- E. (Epiphragma) cynotis Alexander, 1946
- E. (Epiphragma) chionopezum Alexander, 1960
- E. (Epiphragma) delectabile Alexander, 1979
- E. (Epiphragma) deliberatum Alexander, 1939
- E. (Epiphragma) delicatulum Osten Sacken, 1888
- E. (Epiphragma) diadema Alexander, 1939
- E. (Epiphragma) distivena Alexander, 1932
- E. (Epiphragma) divisum Alexander, 1923
- E. (Epiphragma) dysaithrium Alexander, 1966
- E. (Epiphragma) dysommatum Alexander, 1965
- E. (Epiphragma) elongatum Mao and Yang, 2009
- E. (Epiphragma) enixoides Alexander, 1962
- E. (Epiphragma) enixum Alexander, 1939
- E. (Epiphragma) evanescens Alexander, 1940
- E. (Epiphragma) fabricii Alexander, 1913
- E. (Epiphragma) farri Alexander, 1951
- E. (Epiphragma) fasciapenne (Say, 1823)
- E. (Epiphragma) felix Alexander, 1943
- E. (Epiphragma) filiforme Alexander, 1940
- E. (Epiphragma) fuscodiscale Alexander, 1936
- E. (Epiphragma) fuscoterminale Alexander, 1948
- E. (Epiphragma) gaigei Alexander, 1929
- E. (Epiphragma) genuale Alexander, 1934
- E. (Epiphragma) gloriolum Alexander, 1936
- E. (Epiphragma) gracilicorne Alexander, 1916
- E. (Epiphragma) gracilistylus Alexander, 1933
- E. (Epiphragma) hardyi Alexander, 1922
- E. (Epiphragma) hebridense Alexander, 1924
- E. (Epiphragma) hirtistylatum Alexander, 1939
- E. (Epiphragma) histrio Schiner, 1868
- E. (Epiphragma) howense Alexander, 1922
- E. (Epiphragma) illingworthi (Alexander, 1921)
- E. (Epiphragma) imitans Alexander, 1913
- E. (Epiphragma) immaculipes Alexander, 1941
- E. (Epiphragma) inaequicinctum Alexander, 1941
- E. (Epiphragma) inornatipes Alexander, 1939
- E. (Epiphragma) insigne van der Wulp, 1878

- E. (Epiphragma) insperatum Alexander, 1960
- E. (Epiphragma) interspersum Alexander, 1953
- E. (Epiphragma) juquicola Alexander, 1945
- E. (Epiphragma) jurator Alexander, 1948
- E. (Epiphragma) kempi Brunetti, 1913
- E. (Epiphragma) kerberti de Meijere, 1919
- E. (Epiphragma) klossi Brunetti, 1918
- E. (Epiphragma) lipophleps Alexander, 1979
- E. (Epiphragma) mediale Mao and Yang, 2009
- E. (Epiphragma) melaxanthum Alexander, 1943
- E. (Epiphragma) mephistophelicum Alexander, 1947
- E. (Epiphragma) meridionalis Alexander, 1928
- E. (Epiphragma) mithras Alexander, 1949
- E. (Epiphragma) muscicola Alexander, 1943
- E. (Epiphragma) nebulosum (Bellardi, 1859)
- E. (Epiphragma) nephele Alexander, 1948
- E. (Epiphragma) nigripleuralis Alexander, 1945
- E. (Epiphragma) nigroplagiatum Alexander, 1939
- E. (Epiphragma) nymphicum Alexander, 1928
- E. (Epiphragma) ocellare (Linnaeus, 1760)
- E. (Epiphragma) oreonympha Alexander, 1928
- E. (Epiphragma) ornatipenne (Brunetti, 1918)
- E. (Epiphragma) oxyphallus Alexander, 1939
- E. (Epiphragma) parviseta Alexander, 1941
- E. (Epiphragma) pendleburyi Edwards, 1928
- E. (Epiphragma) perocellatum Alexander, 1966
- E. (Epiphragma) persanctum Alexander, 1938
- E. (Epiphragma) petalinum Alexander, 1947
- E. (Epiphragma) petulantia Alexander, 1948
- E. (Epiphragma) phaeoxanthum Alexander, 1944
- E. (Epiphragma) punctatissimum (Wiedemann, 1828)
- E. (Epiphragma) pupillatum Alexander, 1913
- E. (Epiphragma) retrorsum Alexander, 1968
- E. (Epiphragma) rhododendri Alexander, 1966
- E. (Epiphragma) risorium Alexander, 1962
- E. (Epiphragma) sackeni Williston, 1896
- E. (Epiphragma) sappho Alexander, 1943
- E. (Epiphragma) scoptes Alexander, 1965
- E. (Epiphragma) schmiederi Alexander, 1968
- E. (Epiphragma) septuosum Alexander, 1962
- E. (Epiphragma) serristyla Alexander, 1945
- E. (Epiphragma) signatum de Meijere, 1911
- E. (Epiphragma) solatrix (Osten Sacken, 1860)
- E. (Epiphragma) subenixum Alexander, 1939
- E. (Epiphragma) subfascipenne Alexander, 1920
- E. (Epiphragma) subinsigne Alexander, 1920
- E. (Epiphragma) subobsoletum Alexander, 1936
- E. (Epiphragma) subsolatrix Alexander, 1939
- E. (Epiphragma) subvicinum Alexander, 1966
- E. (Epiphragma) sultanum Alexander, 1938
- E. (Epiphragma) sybariticum Alexander, 1947
- E. (Epiphragma) terraereginae Alexander, 1922
- E. (Epiphragma) trichomerum Alexander, 1955
- E. (Epiphragma) varium (Wiedemann, 1828)
- E. (Epiphragma) vicinum Brunetti, 1918
- E. (Epiphragma) xanthomela Alexander, 1939
- E. (Epiphragma) yunnanense Mao and Yang, 2009

### OndergeslachtEupolyphragma
- E. (Eupolyphragma) angusticrenulum Alexander, 1931
- E. (Eupolyphragma) apoense Alexander, 1931
- E. (Eupolyphragma) bakeri Alexander, 1922
- E. (Eupolyphragma) caninotum Alexander, 1931
- E. (Eupolyphragma) cinereinotum Alexander, 1931
- E. (Eupolyphragma) crenulatum Alexander, 1930
- E. (Eupolyphragma) flavosternatum Alexander, 1930
- E. (Eupolyphragma) fulvinotum Alexander, 1931
- E. (Eupolyphragma) fuscinotum Alexander, 1931
- E. (Eupolyphragma) fuscofasciatum Alexander, 1931
- E. (Eupolyphragma) fuscosternatum Alexander, 1930
- E. (Eupolyphragma) griseicapillum Alexander, 1931
- E. (Eupolyphragma) hastatum Alexander, 1931

- E. (Eupolyphragma) incisurale Alexander, 1932
- E. (Eupolyphragma) joculator Alexander, 1960
- E. (Eupolyphragma) latitergatum Alexander, 1931
- E. (Eupolyphragma) minahassanum Alexander, 1935
- E. (Eupolyphragma) multiplex Alexander, 1960
- E. (Eupolyphragma) nigrotibiatum Alexander, 1931
- E. (Eupolyphragma) ochrinotum Alexander, 1930
- E. (Eupolyphragma) parvilobum Alexander, 1931
- E. (Eupolyphragma) riveranum Alexander, 1932
- E. (Eupolyphragma) staplesi Alexander, 1948
- E. (Eupolyphragma) subcrenulatum Alexander, 1931
- E. (Eupolyphragma) triarmatum Alexander, 1931

### OndergeslachtLipophragma
- E. (Lipophragma) garrigoui (Alexander, 1948)

### OndergeslachtParepiphragma
- E. (Parepiphragma) perideles Alexander, 1960

### Niet gebonden aan een ondergeslacht
- E. infractum Alexander, 1948